# Astichus mutsuoi
Astichus mutsuoi är en stekelart som beskrevs av Tachikawa 1984. Astichus mutsuoi ingår i släktet Astichus och familjen finglanssteklar. Inga underarter finns listade.